# Åmots distrikt
Åmots distrikt är ett distrikt i Ockelbo kommun och Gävleborgs län. Distriktet ligger omkring Åmot i nordvästra Gästrikland och är landskapets befolkningsmässigt minsta distrikt.  

## Tidigare administrativ tillhörighet
Distriktet inrättades 2016 och utgörs av en del av Ockelbo socken i Ockelbo kommun.
Området motsvarar den omfattning Åmots församling hade 1999/2000 och fick 1797 efter utbrytning ur Ockelbo församling.

## Tätorter och småorter
I Åmots distrikt finns en tätort men inga småorter.

### Tätorter
- Åmot